# Poczet królów i książąt polskich

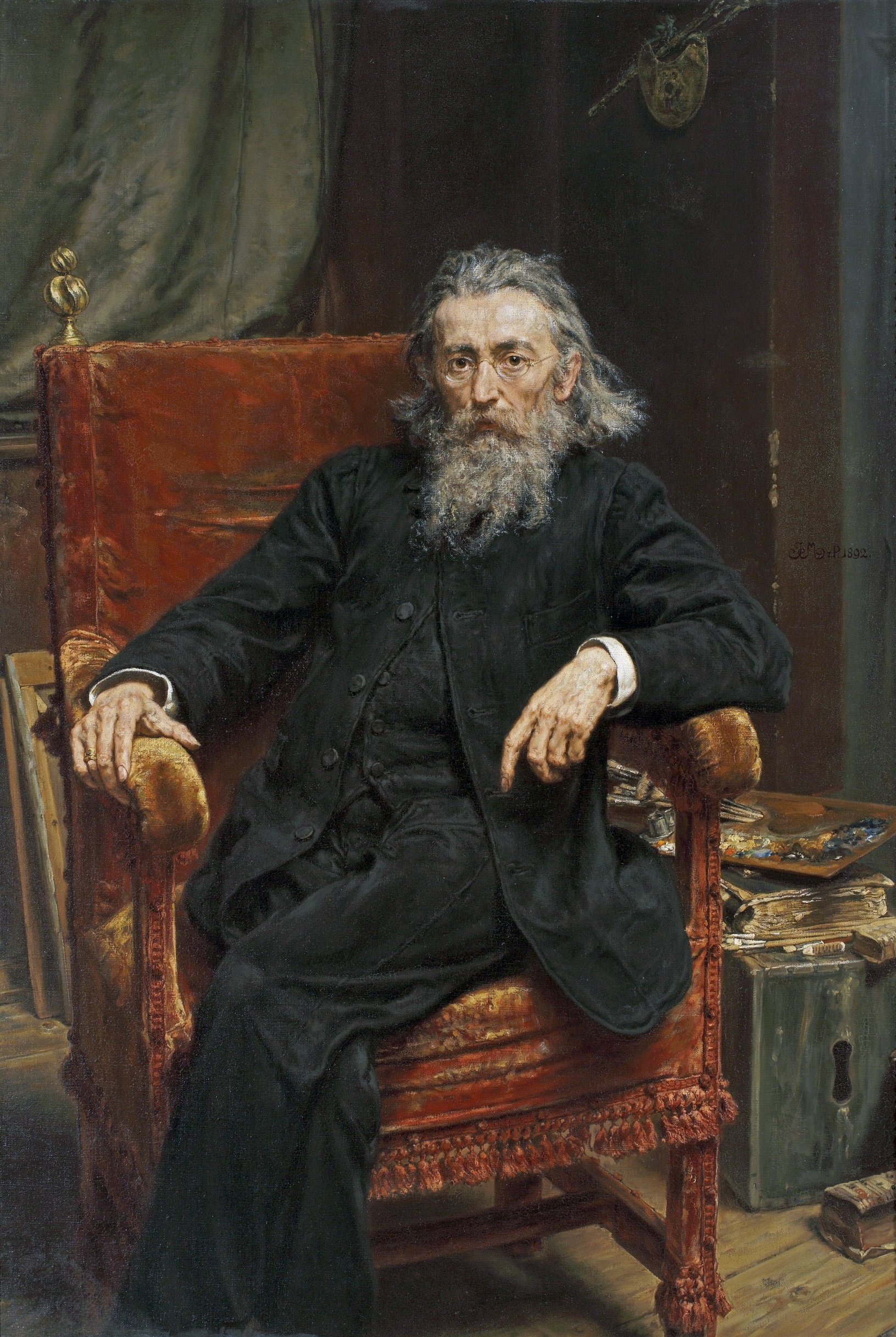
Jan Matejko – autor pocztu

Poczet królów i książąt polskich (także Poczet królów Jana Matejki, Poczet Matejki) – cykl rysunków autorstwa Jana Matejki z lat 1890 – 1892, przedstawiający 44 królów i książąt polskich, w tym cztery księżne i królowe (Dobrawę Przemyślidkę, Rychezę Lotaryńską, Jadwigę Andegaweńską i Annę Jagiellonkę).

## Historia
Poczet autorstwa Jana Matejki był kolejnym chronologicznie namalowanym pocztem królów polskich. Wcześniej dzieła o tej tematyce stworzyli także inni malarze: w latach 1768 – 1771 Marcello Bacciarelli, a później także Aleksander Lesser oraz Ksawery Pillati.
Artysta początkowo rozważał stworzenie ilustrowanej historii Polski, ale zdecydował się na wariant łatwiejszy, ograniczony do życiorysów królów i książąt polskich, które napisał Stanisław Smolka. Pierwsza edycja cyklu została wydana przez księgarza i drukarza z Wiednia Maurycego Perlesa.
W 1916 roku rysunki autorstwa Jana Matejki od wydawcy odkupił znany kolekcjoner dzieł sztuki i filantrop Bolesław Orzechowicz, i podobnie jak inne swoje zbiory, podarował je Muzeum Narodowemu we Lwowie. Po II wojnie światowej, wraz z innymi zbiorami lwowskimi, przekazane zostały Muzeum Narodowemu we Wrocławiu. Tam znajdują się obecnie, ale prezentowane są tylko okresowo, co kilka lat ze względu na fakt, że jako wykonane ołówkiem na papierze są podatne na zniszczenie i szkodzi im światło.

## Opis
Wizerunki Jan Matejko wykonał czarno–białe, stosując swobodny rysunek wykonany przy użyciu ołówka i umiejętnie wykorzystując ziarnistość tworzywa (papieru). Nosił się z zamiarem wykonania wersji barwnej Pocztu, czego jednak nie zrealizował. Wersję taką stworzyli po jego śmierci jego uczniowie – Leonard Stroynowski i Zygmunt Papieski. Sylwetkom władców twórca nadał sugestywne cechy charakterologiczne stanowiące o ich rozpoznawalności dla potomnych. W wykonanych przedstawieniach dodatkowo zawarł bogatą symbolikę w sztafażu, rekwizytach, atrybutach, szczegółach ubioru i wyglądzie poszczególnych postaci, co w pełni zostało odczytane dopiero współcześnie.
W 1961 roku rysunki autorstwa Jana Matejki ukazały się po raz pierwszy jako album w wersji kolorowej. Pokolorował je Adam Stalony-Dobrzański przy współpracy Nikodema Pułki i Jerzego Skąpskiego.
Według Marii Szypowskiej jest to najpopularniejsze dzieło autorstwa Jana Matejki, reprodukowane w milionach egzemplarzy. Szymon Kobyliński wyraził pogląd mówiący o tym, że we wcześniejszym portretowaniu władców ani Marcello Bacciarelli, ani Aleksander Lesser nie zapanowali tak nad wyobraźnią rodaków, jak Jan Matejko, gdy stworzył własną – i odtąd ogólnonarodową – wizję ilustrowanego zbioru władców Polski.

## Galeria rysunków autorstwa Jana Matejki
| Rysunek autorstwa Jana Matejki | Wersja kolorowa autorstwa Leonarda Stroynowskiego i Zygmunta Papieskiego | Osoba                        |
| ------------------------------ | ------------------------------------------------------------------------ | ---------------------------- |
|                                |                                                                          | Mieszko I                    |
|                                |                                                                          | Dobrawa Przemyślidka         |
|                                |                                                                          | Bolesław I Chrobry           |
|                                |                                                                          | Mieszko II Lambert           |
|                                |                                                                          | Rycheza Lotaryńska           |
|                                |                                                                          | Kazimierz I Odnowiciel       |
|                                |                                                                          | Bolesław II Szczodry         |
|                                |                                                                          | Władysław I Herman           |
|                                |                                                                          | Bolesław III Krzywousty      |
|                                |                                                                          | Władysław II Wygnaniec       |
|                                |                                                                          | Bolesław IV Kędzierzawy      |
|                                |                                                                          | Mieszko III Stary            |
|                                |                                                                          | Kazimierz II Sprawiedliwy    |
|                                |                                                                          | Leszek Biały                 |
|                                |                                                                          | Władysław III Laskonogi      |
|                                |                                                                          | Konrad I mazowiecki          |
|                                |                                                                          | Henryk I Brodaty             |
|                                |                                                                          | Bolesław V Wstydliwy         |
|                                |                                                                          | Leszek Czarny                |
|                                |                                                                          | Przemysł II                  |
|                                |                                                                          | Wacław II                    |
|                                |                                                                          | Władysław I Łokietek         |
|                                |                                                                          | Kazimierz III Wielki         |
|                                |                                                                          | Ludwik Węgierski             |
|                                |                                                                          | Jadwiga Andegaweńska         |
|                                |                                                                          | Władysław II Jagiełło        |
|                                |                                                                          | Władysław III Warneńczyk     |
|                                |                                                                          | Kazimierz IV Jagiellończyk   |
|                                |                                                                          | Jan I Olbracht               |
|                                |                                                                          | Aleksander Jagiellończyk     |
|                                |                                                                          | Zygmunt I Stary              |
|                                |                                                                          | Zygmunt II August            |
|                                |                                                                          | Henryk III Walezy            |
|                                |                                                                          | Anna Jagiellonka             |
|                                |                                                                          | Stefan Batory                |
|                                |                                                                          | Zygmunt III Waza             |
|                                |                                                                          | Władysław IV Waza            |
|                                |                                                                          | Jan II Kazimierz Waza        |
|                                |                                                                          | Michał Korybut Wiśniowiecki  |
|                                |                                                                          | Jan III Sobieski             |
|                                |                                                                          | August II Mocny              |
|                                |                                                                          | Stanisław Leszczyński        |
|                                |                                                                          | August III Sas               |
|                                |                                                                          | Stanisław August Poniatowski |